# Кисельня
Кисельня (рос. Кисельня) — присілок у Волховському районі Ленінградської області Російської Федерації.
Населення становить 2102 особи. Належить до муніципального утворення Кисельнянське сільське поселення.

## Історія
Згідно із законом № 56-оз від 6 вересня 2004 року належить до муніципального утворення Кисельнянське сільське поселення.

## Населення
| 2007 | 2010  | 2017  |
| ---- | ----- | ----- |
| 1976 | ↗1993 | ↗2102 |